# 로드니 로버트 포터

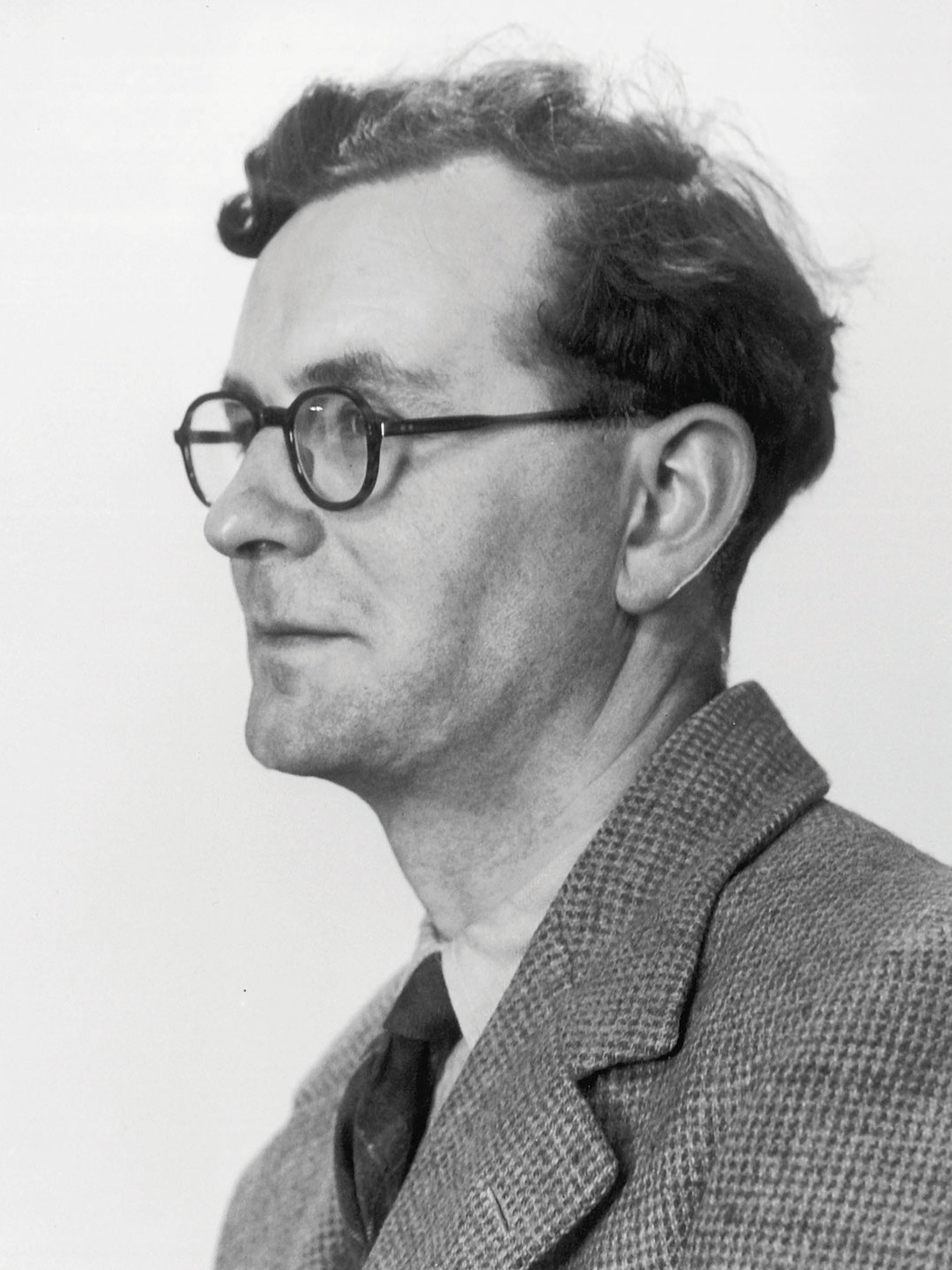

로드니 로버트 포터(Rodney Robert Porter, CH, FRS, 1917년 10월 8일~1985년 9월 6일)는 영국 잉글랜드의 생화학자이자 노벨 생리학·의학상 수상자이다.
햄프셔주 윈체스터 근처에서 아내와 자녀 5명을 유족으로 남기고 도로 사고로 사망하였다.

## 서훈
- 1985년 6월 컴패니언 오브 아너(Order of the Companions of Honour, CH)